# Parco fluviale Gesso e Stura
Il Parco fluviale Gesso e Stura è un'area naturale protetta di 5.500 ettari di ambiente naturale fluviale, planiziale e montano, dedicati al tempo libero, allo sport, alla cultura, alla didattica, alla ricerca e alla protezione ambientale, e rappresenta un corridoio ecologico e una cerniera di collegamento fra la montagna e la pianura.
La L.R., n. 11 del 19 aprile 2019 ha ampliato il Parco a 14 Comuni, cambiando la denominazione in Parco naturale Gesso e Stura, anche se nelle comunicazioni pubbliche conserva il tradizionale nome di Parco fluviale Gesso e Stura.

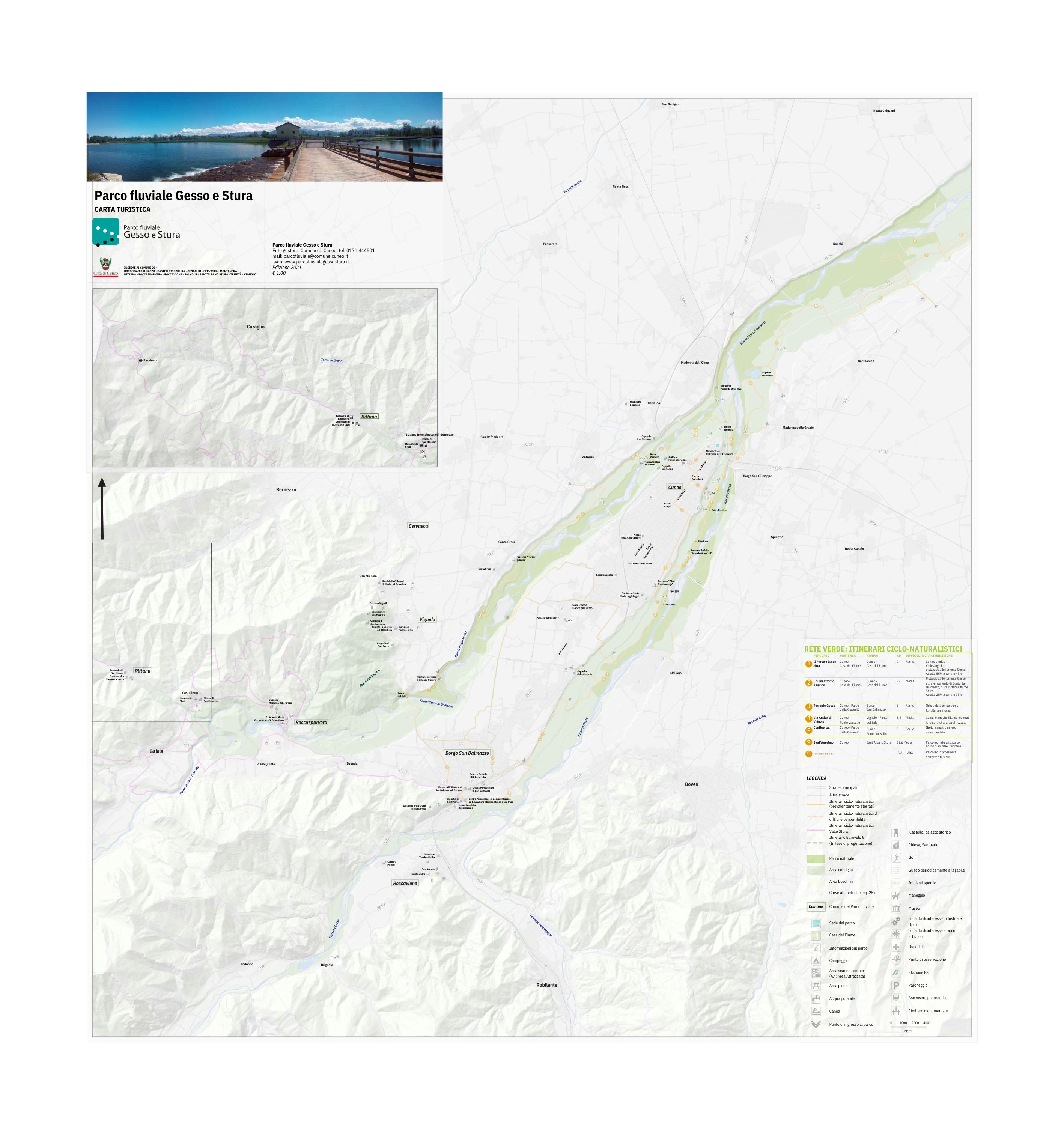
Mappa del Parco Sud

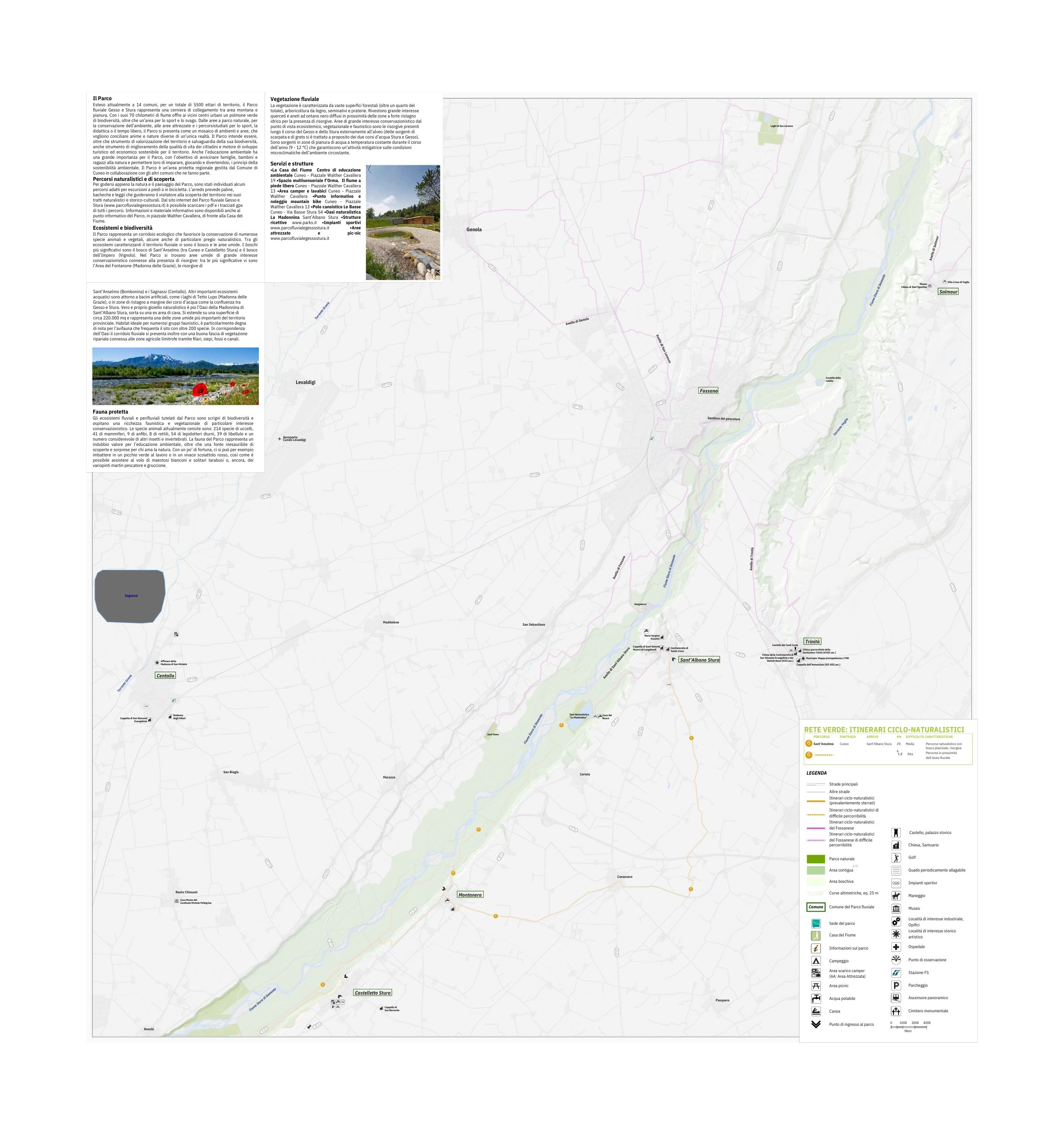
Mappa del Parco Nord

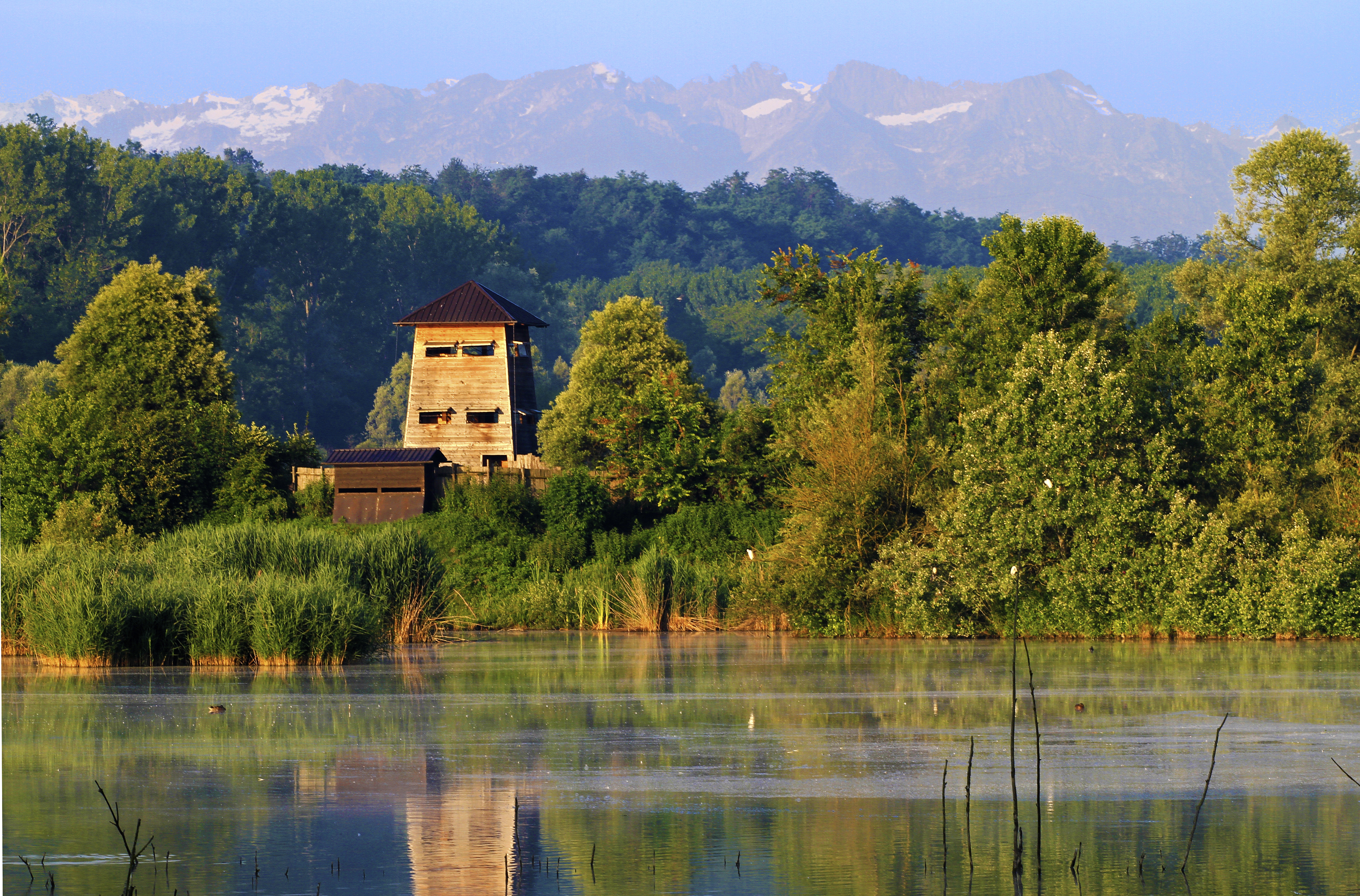
Oasi La Madonnina, Sant'Albano Stura ph Riccardo Manassero

## Storia
Nasce nel febbraio 2007 con lo scopo di tutelare e valorizzare le risorse ambientali e culturali del fiume Stura di Demonte e del torrente Gesso. Fin dal 1979 i cittadini e le associazioni cuneesi hanno sollecitato all'amministrazione comunale l'utilità di riqualificare l'habitat naturale fluviale e di restituire una funzione sociale ai fiumi. Così nel 1986 sul piano regolatore è comparso il primo "parco della natura"; nel 1999 grazie ad un programma di riqualificazione urbana e sviluppo sostenibile del territorio (PRUSST), sono stati avviati i primi lavori di riqualificazione per la realizzazione del Parco fluviale di Cuneo, deliberato nel 2005 dal Consiglio Comunale ed esteso unicamente sul territorio del capoluogo. Nel 2007, con L.R. n. 3 la Regione Piemonte ha istituito il Parco fluviale Gesso e Stura, accogliendo la proposta di legge avanzata dal Consiglio Comunale di Cuneo.
Con l'approvazione da parte del Consiglio regionale del Piemonte della legge regionale n.16 del 3 agosto 2011, il parco fluviale Gesso e Stura si è ampliato ai comuni di Borgo San Dalmazzo, Castelletto Stura, Centallo, Cervasca, Montanera, Roccasparvera, Roccavione, Sant'Albano Stura e Vignolo.
Infine, con L. R. 11/19, in vigore dal 19 aprile 2019, la Regione Piemonte ha sancito l’ampliamento del territorio del Parco fluviale Gesso e Stura, cambiando anche denominazione e status dell’area della riserva, diventata “Parco naturale Gesso e Stura”. I quattro nuovi Comuni che entrano a far parte del territorio del Parco - Fossano, Trinità, Salmour e Rittana – portano a 14 il totale degli aderenti. Con questo ampliamento, il Parco raggiunge un’estensione di 5.500 ettari (1.500 in più rispetto all'assetto precedente), con una popolazione totale pari a 120.000 residenti, mentre i chilometri di fiume compresi nell'area diventano 70, rappresentando sempre più una cerniera di collegamento tra area montana e pianura.
Accanto agli interventi di tutela e pianificazione territoriale, fin dal 2004 il Parco fluviale Gesso e Stura ha proposto attività di educazione ambientale e di promozione della sostenibilità dedicate alle scuole e alla cittadinanza.

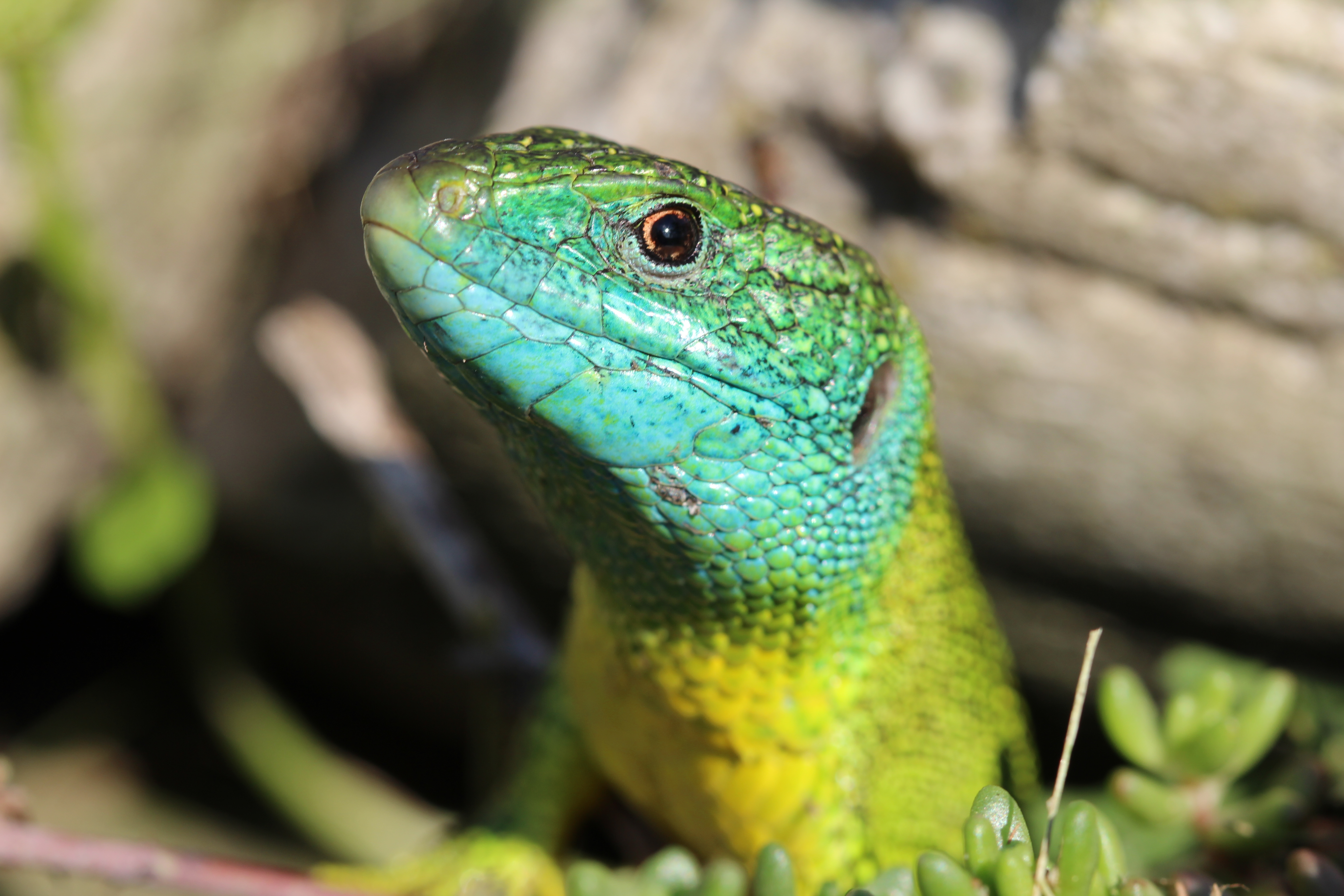
Ramarro.

## Fauna e flora
Il gruppo di maggior interesse è rappresentato dall'avifauna. Questa è costituita da 218 specie. Tra le specie più significative vi sono: il gruccione, l'airone bianco maggiore, il falco pescatore, il biancone, il tuffetto, l'upupa e corriere piccolo.
Dei mammiferi sono presenti 25 specie tra cui 14 chirotteri in All. IV D.H. e 2 in All.II D.H., fra essi il vespertilio smarginato, il pipistrello nano il pipistrello albolimbato il serotino comune e nottola di Leisler.
Degli anfibi sono presenti 9 specie, di cui 5 in All. IV D.H. L'elenco completo conta: rana temporaria, rana dalmatina, rana di Lessona, raganella italiana, rospo comune, rospo smeraldino, salamandra pezzata, tritone crestato e tritone punteggiato.
Dei rettili sono accertate diverse specie; fra esse: ramarro, lucertola muraiola, saettone, biacco, natrice tassellata, natrice viperina, natrice dal collare, orbettino, più la Testuggine palustre di origine esotica.
Fra le 54 specie di lepidotteri diurni si ricordano: Maculinea (Phengaris) arion (All. IV D.H.), recentemente non più ritrovata, e Lycaena dispar.
Gli odonati sono rappresentati da 41 specie, fra cui Lestes dryas, Coenagrion caerulensis, Coenagrion mercuriale, Coenagrion scitulum, Cordulegaster bidentata, Sympetrum depressiusculum.
Fra gli altri insetti si ricordano: Cervo volante (Lucanus cervus) e Scarabeo rinoceronte.
Fra i crostacei, è presente, sebbene sempre più raro, il gambero di fiume.
I pesci sono rappresentati da 15 specie, di cui 7 in All. II e IV D.H. Fra essi si ricordano la trota marmorata e lo scazzone di fiume (Cottus gobio) e la lampreda di ruscello (Lethenteron zanandreai).
La vegetazione conta 850 specie, di cui 21 in Al. II D.H. fra arboree ed erbacee. Nel Parco è presente il cerro (Quercus cerris), la farnia, la roverella, il ligustro, il biancospino e 9 specie di orchidee selvatiche fra le quali Anacamptis coriophora, Spirantes spiralis, Ophrys holosericea.

## Luoghi di interesse

### La Casa del Fiume

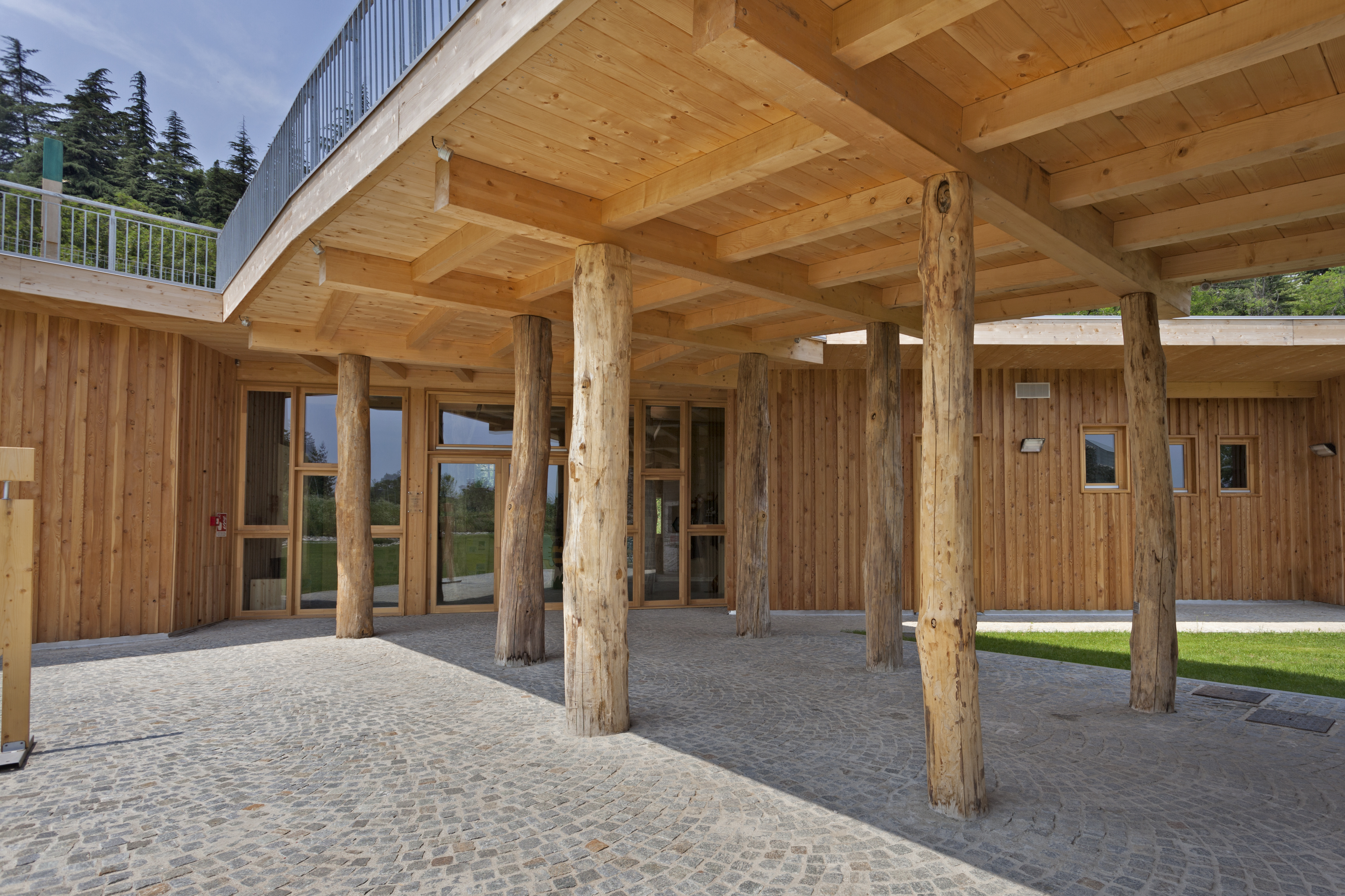
La Casa del Fiume, Cuneo

La Casa del Fiume (Cuneo, piazzale Walther Cavallera 19), è il Centro di Educazione Ambientale Transfrontaliero del Parco fluviale, realizzato col contributo di fondi europei. Qui si svolgono l'attività didattica del Parco, le mostre temporanee, i convegni, le conferenze, i corsi, i laboratori e altre attività dedicate alla sensibilizzazione della cittadinanza in tema di tutela della natura. Il centro è costruito seguendo i canoni dell'architettura sostenibile ed autonomo dal punto di vista energetico grazie alla combinazione di impianto fotovoltaico, riscaldamento con geotermico orizzontale e isolamento con tetto verde; in giardino sono presenti un biolago per la raccolta delle acque chiare e un apiario didattico.

### L'Infopoint
Situato di fronte alla Casa del Fiume, rappresenta il primo contatto per visitatori, turisti, scolaresche e gruppi. All'interno della struttura è possibile chiedere informazioni su visite guidate e attività didattiche e usufruire del servizio di noleggio bici.

### Il percorso multisensoriale "f'Orma"
Il percorso multisensoriale f'Orma si trova nelle immediate vicinanze della Casa del Fiume a Cuneo. Fa parte della rete transfrontaliera di percorsi sensoriali Sens'immersion e propone sentieri per il barefooting, stazioni di stimolazione multisensoriale e spazi dedicati alla propriocezione. Il percorso è stato progettato col contributo dell'Azienda Ospedaliera Santa Croce e Carle di Cuneo con l'obiettivo di creare uno spazio naturale protetto dedicato al benessere psicofisico.

### L'Orto didattico
L'Orto didattico del Parco fluviale sorge lungo il torrente Gesso e conta diversi ambienti studiati per realizzare attività di coltivazione biologica in relazione al problema dei cambiamenti climatici. Si avvale anche di una serra didattica con un sistema di recupero delle acque piovane. Nelle vicinanze si trova il "Bosco di Camilla" che ne completa le funzioni didattiche; è stato realizzato nel 2023 grazie all'impegno della famiglia della giovane Camilla Bessone, prematuramente scomparsa.

## Territorio

### Fascia fluviale del fiume Stura di Demonte
Il fiume Stura rappresenta un corridoio ecologico lungo le rotte migratorie dell'avifauna: in alcune aree si segnalano zone particolarmente vocate, come l'area della confluenza Gesso - Stura e i vicini laghi di Tetti Lupo (dove si riscontra una grande popolazione svernante di Tuffetto) e l'Oasi Naturalistica La Madonnina. Le specie ittiche di pregio lungo la Stura di Demonte sono la lampreda di ruscello (Lethenteron zanandreai) e la trota marmorata (Salmo marmoratus), quest'ultima con popolazioni ben strutturate in tutte le classi di età, ma soggetta all'ibridazione con le altre specie di trota. Le aree ripariali hanno una importante funzione ecologica di depurazione dalle sostanze inquinanti, di riduzione dell'erosione sulle sponde e come rifugio e area riproduttiva per molte specie animali. Importantissime anche le sorgenti di scarpata e le risorgive, che ospitano frequentemente il muschio acquatico Fontinalis antipyretica e numerose specie di macroinvertebrati. In alcune zone come a Castelletto Stura, S. Croce di Cervasca e alla confluenza Gesso - Stura, all’interno dell’alveo di piena si creano spesso piccoli stagni o canali temporanei che costituiscono importanti habitat di zona umida per numerose specie di animali pionieri che cercano acque temporanee per riprodursi (es. Rospo smeraldino, Libellula depressa).

### Fascia fluviale del torrente Gesso
Il corridoio fluviale riveste notevole importanza non solo per l’ecosistema propriamente acquatico, ma anche per la zona riparia che in alcuni tratti conserva discrete caratteristiche di naturalità permettendo la sopravvivenza di specie altrove scomparse a causa dell’artificializzazione degli ambiti spondali. Ad esempio lungo le rive tra Borgo S. Dalmazzo e Boves all'altezza della zona di Tetto Dolce, dove si riscontra l'habitat prioritario 6110* “Formazioni erbose rupicole calcicole o basofile dell'Alysso-Sedion albi”, in Allegato I della Direttiva Habitat ed indicato come prioritario.
Purtroppo i prelievi idrici nel tratto tra Borgo S. Dalmazzo e la confluenza in Stura provoca spesso delle secche totali estive che compromettono le popolazioni ittiche e di macroinvertebrati. Le risorgive di greto ospitano abbondanti coperture di macrofite acquatiche come crescione d’acqua (Nasturtium officinale). Lungo il fiume si riscontrano anche aree sabbiose adatte alla nidificazione del Gruccione (Merops apiaster). Nella zona della Crocetta il Parco ha approntato due laghetti artificiali dedicati alla biodiversità locale. Lungo il Gesso si riproduce anche il Tritone crestato (Triturus carnifex), inserito in Allegato IV D.H.

### Oasi Naturalistica "La Madonnina"
Nel Comune di Sant'Albano Stura sorge l'Oasi "La Madonnina", importante stazione di sosta e riproduzione per l'avifauna stanziale e di passo, che conta nel complesso più di 218 specie. L'Oasi si estende su circa 220.000 m² ed è interamente recintata e attrezzata con capanni di osservazione, fra cui anche un'altana per osservare entrambi i laghi. Il percorso interno presenta anche un "giardino delle farfalle", piantumato con specie erbacee e arbustive che attirano i lepidotteri, un'area attrezzata con panche e tavoli e, alla vicina "Casa del Bosco", un punto acqua con fontanella. L'Oasi è gestita dall'Associazione di volontariato "La Madonnina", che ne cura i sentieri, i cartelloni didattici, il verde, i capanni e i laghi, organizza eventi didattici e divulgativi, svolge ricerche scientifiche (su uccelli, farfalle, libellule ecc.) e realizza opere di implementazione della biodiversità.
L'Oasi è compresa nella ZPS "Zone umide di Fossano e S. Albano Stura" IT1160059, che include anche l'area dei laghi di S. Lorenzo a Fossano.
L'Oasi è aperta e visitabile gratuitamente il sabato e la domenica.

### Foresta fossile di Fossano
In seguito agli eventi di piena del 2015 e successivi, lungo il fiume Stura a Fossano è emersa una foresta fossile risalente a circa 4 milioni di anni. Il sito è stato studiato dall'Università di Torino e viene descritto in dettaglio al Museo geologico Federico Sacco di Fossano (a sua volta visitabile gratuitamente sabato e domenica). La foresta è composta da diversi tronchi, rami e ceppaie, ancora in posto, appartenenti alla specie Glyptostrobus europaeus, una conifera estinta che cresceva in ambiente deltizio sulle rive del mare del golfo padano nel Pliocene.

### Bosco di Sant'Anselmo
Fra i Comuni di Cuneo e Castelletto Stura, in sponda destra, si trova il bosco di Sant'Anselmo, relitto di 116 ettari circa dell'originaria foresta planiziale che ricopriva un tempo il territorio. Si tratta di un querco-carpineto con dominanza di Farnia (Quercus robur), Carpino (Carpinus betulus) e Ciliegio (Prunus avium), inserito nel Registro regionale dei boschi da seme istituito con D.D. 5 settembre 2011, n. 2237, successivamente modificato con D.D. 2869 del 30 ottobre 2014 e con D.D. 2965 del 30 ottobre 2016. Nel Registro sono individuate come specie certificate Acer campestre, Alnus glutinosa, Populus alba, Prunus padus, Quercus robur, Ulmus laevis, Ulmus minor e come altre Pagina 99 Relazione generale specie non oggetto di certificazione (D. Lgs. 386/2003): Crataegus monogyna, Euonymus europaeus, Prunum spinosa. Il bosco risulta molto importante sia per la parte arborea con sottobosco arbustivo (anche con Ginepri), per ospitare una nutrita varietà di specie di mammiferi e uccelli, sia per la parte delle numerose risorgive: queste, in gran parte canalizzate in tempi storici, sostengono una ricca biodiversità acquatica riproduttiva, fra cui Raganella, Rospo smeraldino e Rospo comune, e diverse specie di libellule. Infine, i prati e i pascoli ospitano una notevole comunità di lepidotteri.

### Bosco dell'Impero (Vignolo)
Il Bosco dell'Impero ricopre i versanti della collina alle spalle di Vignolo: si tratta principalmente di castagneti, sia da frutto che cedui, e rimboschimenti di Larici e Abete rosso. Il bosco ospita animali quali Volpe, Cinghiale, Capriolo, Cervo e Picchio nero. Nell'area calcarea in alto si apre anche la piccola grotta del "Buco dell'aria calda", una fenditura tettonica e carsica che accoglie una ricchissima fauna adattata all'ambiente sotterraneo. Dal santuario della Madonna degli Alpini si gode di un ampio panorama sulla pianura sottostante.

## Attività

### Attività didattiche
Le attività didattiche del parco fluviale sono indirizzate ai bambini dalle scuole dell'infanzia fino agli studenti delle scuole superiori secondarie di secondo grado. Sono adattabili alle necessità degli utenti e si estendono anche a adulti e famiglie, con laboratori, progetti di educazione ambientale e visite di istruzione. Gli argomenti trattati sono attualmente legati all'approccio alla Cittadinanza Globale, il rispetto per la natura, lo sviluppo sostenibile, i cambiamenti climatici e altri temi.

### Eventi
Le altre attività consistono in trekking a tema naturalistico, visite guidate in città o nei territori circostanti, in tutti i Comuni del Parco, mostre temporanee, laboratori per adulti e bambini, corsi, conferenze.

### Cicloturismo
Le piste ciclabili abbracciano la città di Cuneo lungo i due fiumi e si estendono sia a monte che a valle, per un totale di circa 70 km. Sono stati individuati anche alcuni percorsi, segnalati con paline e bacheche. Presso l'Infopoint è attivo un servizio di noleggio MTB.

## Studi e ricerche

### Piani Naturalistici
Compilati nell'ambito del P.S.R. 2014-2020 - Operazione 7.1.2, i Piani Naturalistici sono stati adottati con deliberazione di Consiglio Comunale n. 70 del 24.09.2019. Analizzano le diverse aree dal Parco sotto il profilo ambientale, faunistico e vegetazionale, e rappresentano uno strumento di conoscenza e pianificazione per i futuri interventi sul territorio.

### Piano di gestione della vegetazione riparia
Redatto nel 2019-2020, contiene informazioni generali descrittive dei boschi del Parco, la suddivisione di essi per destinazione prevalente e le indicazioni gestionali con la descrizione degli interventi selvicolturali, trattando una superficie totale di 5850 ettari, di cui 2140 a bosco.

### Masterplan 2011 e 2022
Il Parco si è dotato negli anni di due edizioni di un Masterplan generale: si tratta di uno strumento di pianificazione, di durata almeno decennale, per individuare una serie di interventi strutturali per garantire uno sviluppo di vasta area coordinato ed omogeneo.

### Pubblicazioni
Il Parco ha pubblicato dei "Quaderni di educazione ambientale" a taglio divulgativo, in cui sono culminati i risultati di alcuni monitoraggi faunistici svolti sul territorio.
Il Parco cura anche il Museo Appunti, un museo virtuale che raccoglie schede monografiche su diversi argomenti legati alla natura della provincia Granda, ai luoghi di interesse culturale e ambientale, alle specie presenti sul territorio e agli studi aggiornati.